# Climat semi-aride

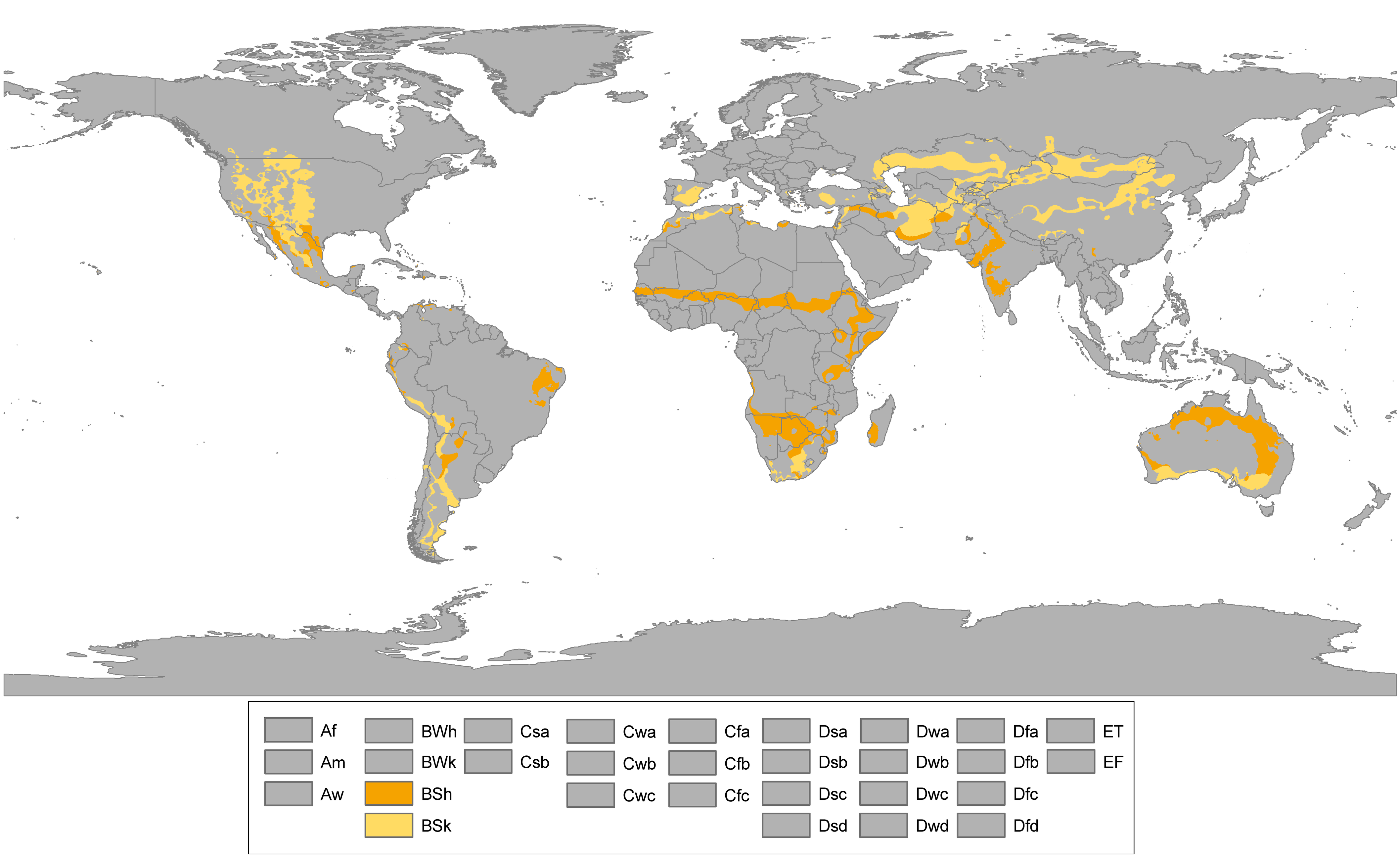
Le climat semi-aride dans le monde
BSh (semi-aride chaud)
BSk (semi-aride continental/steppe)

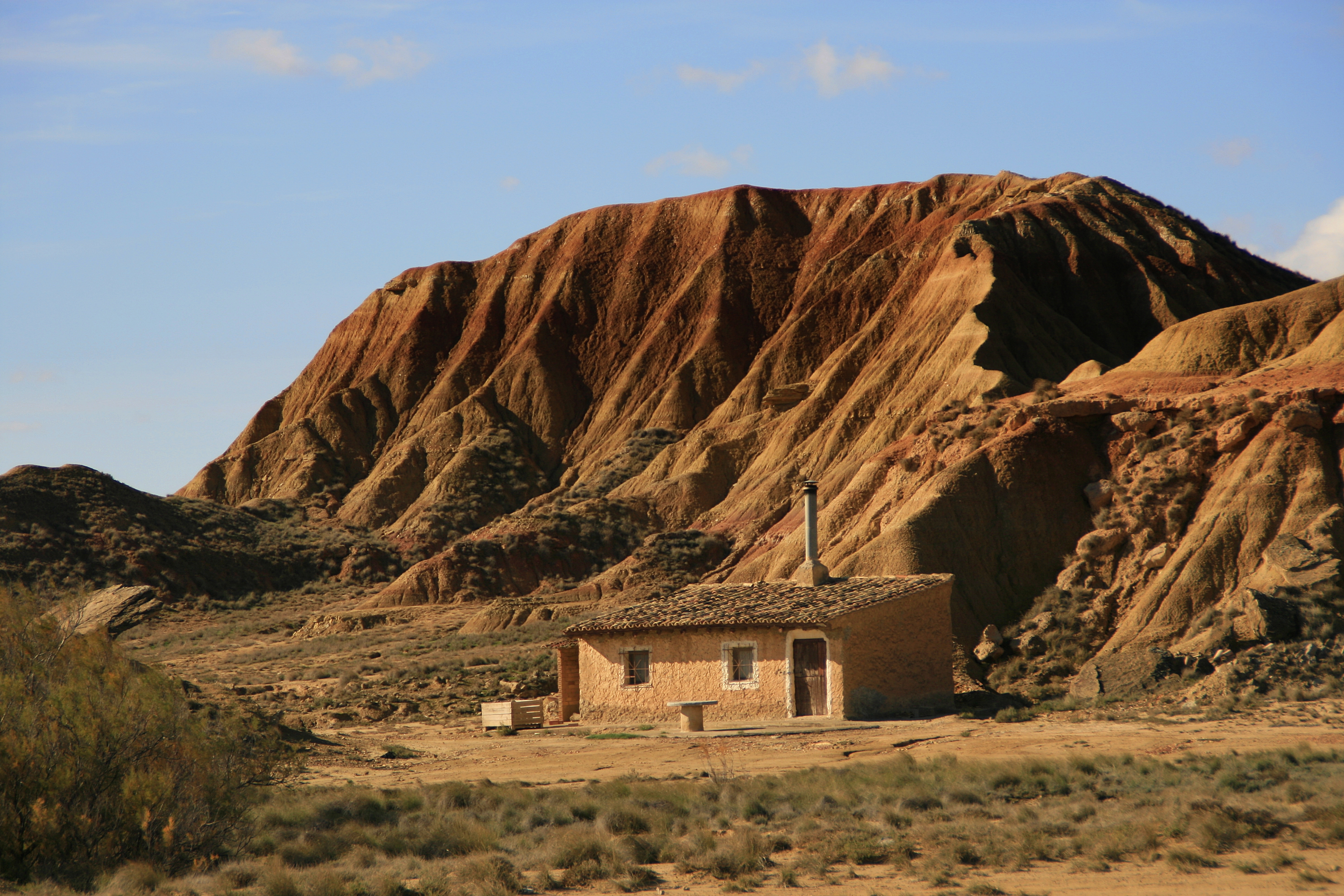
Paysage des Bardenas Reales, en Navarre, typique du climat semi-aride continental (BSk).

Le climat semi-aride ou climat semi-désertique, encore appelé climat subdésertique, est un climat caractérisé par des précipitations qui sont, certaines années, insuffisantes pour y maintenir les cultures et où l'évaporation excède souvent les précipitations. 
Il s'agit donc d'un climat moins aride que le climat désertique, avec une saison sèche s'étendant sur la plus grande partie de l'année et une saison « humide », avec de faibles précipitations (pluviométrie comprise entre 200 et 400 mm/an). Selon la classification de Köppen, ce climat peut être qualifié de semi-aride chaud (Köppen: BSh) ou alors semi-aride continental (Köppen: BSk), souvent appelé à tort « semi-aride froid » (alors que même en climat BSk, les étés peuvent être très chauds). Cette erreur s'explique par le fait que le climat BSk se distingue du climat BSh par ses hivers froids voire très froids.